# Řád Al-Husajna
Řád Al-Husajna je jordánské státní vyznamenání založené roku 1976. Udílen je občanům Jordánska za zásluhy v různých oblastech činnosti, například v umění, literatuře či vědě.

## Historie
Řád byl založen jordánským králem Husajnem I. roku 1976. Udílen je občanům Jordánska za zásluhy v humanitární činnosti a ve specifických oblastech činnosti, včetně filantropie, literatury, umění, vědy, vzdělávání, průmyslu či obchodu a za službu veřejnosti.

## Třídy
Řád je udílen ve třech třídách:
- velkostuha – Řádový odznak se nosí na široké stuze spadající z ramene na protilehlý bok. Řádová hvězda se nosí nalevo na hrudi.
- komtur – Řádový odznak se nosí na stuze kolem krku. Řádová hvězda se nosí nalevo na hrudi.
- rytíř – Řádový odznak se nosí na stuze kolem krku. Řádová hvězda této třídě nenáleží.

velkostuha
komtur
rytíř

## Insignie
Řádový odznak má podobu stříbrné sedmicípé hvězdy. Jednotlivé cípy se skládají ze shluků různě dlouhých paprsků. Mezi cípy jsou zlaté lilie, které se střídají s kosočtvercovými ozdobami s barevně smaltovaným středem. Uprostřed odznaku je kulatý medailon se širokým zlatým lemováním s nápisem v arabštině. Uprostřed medailonu je na červeně smaltovaném pozadí zlatý portrét krále Husajna. Ke stuze je připojen pomocí přechodového prvku ve tvaru zlaté květiny.
Řádová hvězda se podobá řádovému odznaku, je však větší.
Stuha z hedvábného moaré se skládá ze širokého bílého pruhu uprostřed, na který z obou stran navazuje pruh červené barvy, úzký proužek černé barvy, širší zelený pruh, úzký černý proužek a pruh červené barvy.